# Tour-de-Faure

Tour-de-Faure este o comună în departamentul Lot din sudul Franței. În 2009 avea o populație de 387 de locuitori.

## Evoluția populației
| An        | 1975 | 1982 | 1990 | 1999 | 2006 | 2009 |
| --------- | ---- | ---- | ---- | ---- | ---- | ---- |
| Populație | 288  | 307  | 296  | 350  | 365  | 387  |